# Riu Anàdir
L'Anàdir (rus: Анадырь; iukaghir: Онандырь; txuktxi: Йъаайваам) és un riu de l'extrem oriental de Sibèria que neix a l'altiplà d'Anàdir i desguassa a la mar de Bering, a l'extens golf de l'Anàdir, després de 1.150 km de recorregut. A la riba sud de la desembocadura hi ha la ciutat d'Anàdir.